# Xanthorhoe gata
Xanthorhoe gata là một loài bướm đêm trong họ Geometridae.